# Damn Small Linux
Damn Small Linux (DSL) er den ældste af de små linux-distributioner. Det er et gratis styresystem som er designet til at køre fra en MiniCD med efterfølgende udpakning på den lokale computer. Det blev startet som et personligt projekt for at se hvor mange brugbare programmer som kunne fyldes på en 50MB MiniCD.
Over tid har distributionen vokset sig til et aktivt og levende open source-projekt. Der benyttes en af de bedste hardware selv-installationssystemer fra distributionen Knoppix.

## Versioner
- Damn Small Linux 1.0.1 – 15. april 2005
- Damn Small Linux 1.1 – 5. maj 2005
- Damn Small Linux 1.2.1 – 15. juni 2005
- Damn Small Linux 1.3.1 – 19. juli 2005
- Damn Small Linux 1.5 – 6. september 2005
- Damn Small Linux 2.0 – 22. november 2005
- Damn Small Linux 2.4 – 16. maj 2006
- Damn Small Linux 3.0 – 20. juni 2006
- Damn Small Linux 3.1 – 29. november 2006
- Damn Small Linux 3.2 – 18. januar 2007
- Damn Small Linux 3.3 – 3. april 2007
- Damn Small Linux 3.4 – 3. juli 2007
- Damn Small Linux 4.0 – 24. oktober 2007
- Damn Small Linux 4.1 – 2. december 2007
- Damn Small Linux 4.4.10 - 18. november 2008
- Damn Small Linux 4.11 - 26. september 2012